# Walter von Bülow-Bothkamp
Walter von Bülow-Bothkamp (ur. 24 kwietnia 1894, zm. 6 stycznia 1918) – niemiecki as myśliwski z czasów I wojny światowej z 28 potwierdzonymi zwycięstwami powietrznymi. Dowódca Jagdstaffel 36.

## Życiorys
Przed wojną studiował na uniwersytecie w Heidelbergu, do armii wstąpił po wybuchu wojny. Został przydzielony do 17 Pułk Huzarów. Z pułkiem brał udział w ciężkich walkach w Alzacji.
Na wiosnę 1915 roku został przeniesiony do lotnictwa. Przeszedł szkolenie z pilotażu wraz ze swoim młodszym bratem Konradem, od 15 kwietnia do 15 września 1915. Pierwszym przydziałem liniowym Waltera była jednostka rozpoznawcza Feldflieger-Abteilung 22. W jednostce odniósł dwa zwycięstwa powietrzne, pierwsze 10 października 1915 roku. W końcu roku został przeniesiony do operującego na terytorium Palestyny Fliegerabteilung 300. W jednostce latał do grudnia 1916 roku odnosząc kolejne dwa potwierdzone zwycięstwa powietrzne.
W grudniu 1916 roku powrócił na front zachodni i został przydzielony do eskadry myśliwskiej Jagdstaffel 18. W pierwszych dniach maja został mianowany dowódcą Jagdstaffel 36, w której odniósł 9 zwycięstw. 13 grudnia 1917 roku został przeniesiony na stanowisko dowódcy do legendarnej Jasta Boelcke. Zginął zestrzelony w okolicach Ypres 6 stycznia 1918 roku.

## Odznaczenia
- Order Wojskowy Pour le Mérite – 8 października 1917
- Królewski Order Rodu Hohenzollernów
- Order Wojskowy św. Henryka
- Krzyż Żelazny I Klasy
- Krzyż Żelazny II Klasy
- Żelazny Półksiężyc (Harp Madalyasi) – Imperium Osmańskie